# Lac des Îles, Beauce-Sartigan
Lac des Îles är en sjö i Kanada.   Den ligger i regionen Chaudière-Appalaches och provinsen Québec, i den sydöstra delen av landet, 400 km öster om huvudstaden Ottawa. Lac des Îles ligger 423 meter över havet. Arean är 1,00 kvadratkilometer. Den sträcker sig 1,9 kilometer i nord-sydlig riktning, och 2,2 kilometer i öst-västlig riktning.
I omgivningarna runt Lac des Îles växer i huvudsak blandskog. Runt Lac des Îles är det mycket glesbefolkat, med 2 invånare per kvadratkilometer.